# Kenneth Schuermans
Kenneth Schuermans (Genk, 25 mei 1991) is een Belgisch voetballer die sinds 2021 onder contract staat bij Lierse Kempenzonen. Hij speelt als centrale verdediger. Van 2009 tot en met 2017 speelde hij bij KVC Westerlo, daarna speelde hij vier seizoenen bij Oud-Heverlee Leuven.

## Carrière

### Verbroedering Maasmechelen
Schuermans begon te voetballen bij Verbroedering Maasmechelen. Hij doorliep er de jeugdreeksen en kwam zo in de eerste ploeg van de tweedeprovincialer. In deze periode werkte hij nog even als postbode. Uiteindelijk werd hij ontdekt door profclub KVC Westerlo, dat hem opnam in het beloftenelftal.

### KVC Westerlo
In 2009 belandde Schuermans bij eersteklasser KVC Westerlo, waar hij opgenomen werd in de jeugd van de club. Op 3 maart 2012 maakte hij zijn officiële debuut voor Westerlo in de wedstrijd tegen Sporting Lokeren. Hij zou dat seizoen uiteindelijk naar Tweede klasse degraderen met Westerlo. Vanaf het seizoen 2012/13 werd hij er een vaste waarde. Op 13 oktober 2012 maakte hij zijn eerste doelpunt in zijn profcarrière in de wedstrijd tegen FC Brussels. In het seizoen 2013/14 werd hij kampioen met Westerlo in Tweede klasse en promoveerde hij zo met de club mee naar Eerste klasse. Ook in het seizoen 2014/15 was hij bij Westerlo een vaste waarde in de verdediging.

### Oud-Heverlee Leuven
Op 19 mei 2017 maakte hij, na zes jaar bij KVC Westerlo gespeeld te hebben, de overstap naar Oud-Heverlee Leuven. In Eerste klasse B kwam hij drie seizoenen op rij veel aan spelen toe, maar zijn seizoen 2020/21 – uitgerekend het seizoen waarin OH Leuven voor het eerst sinds 2016 weer aantrad in de Jupiler Pro League – ging grotendeels in rook op door een zware achillespeesblessure.

### Lierse Kempenzonen
In mei 2021 ondertekende Schuermans een contract voor één seizoen bij Lierse Kempenzonen. Daar nam hij een verschroeiende start: in zijn tweede competitiewedstrijd scoorde hij twee keer in de 2-0-zege tegen Excelsior Virton, en ook een week later was hij trefzeker in de 3-2-nederlaag tegen zijn ex-club Westerlo.

## Trivia
- Schuermans wist in al zijn seizoenen in het profvoetbal (op 2011/12 na, toen speelde hij maar 225 minuten) minstens eenmaal maal te scoren.

## Statistieken
| seizoen | club                | land   | competitie      | wed. | goals |
| ------- | ------------------- | ------ | --------------- | ---- | ----- |
| 2011/12 | KVC Westerlo        | België | Eerste Klasse   | 3    | 0     |
| 2012/13 | KVC Westerlo        | België | Tweede Klasse   | 31   | 1     |
| 2013/14 | KVC Westerlo        | België | Tweede Klasse   | 32   | 2     |
| 2014/15 | KVC Westerlo        | België | Eerste Klasse   | 29   | 1     |
| 2015/16 | KVC Westerlo        | België | Eerste Klasse   | 29   | 1     |
| 2016/17 | KVC Westerlo        | België | Eerste Klasse   | 15   | 1     |
| 2017/18 | Oud-Heverlee Leuven | België | Eerste Klasse B | 37   | 3     |
| 2018/19 | Oud-Heverlee Leuven | België | Eerste Klasse B | 22   | 1     |
| 2019/20 | Oud-Heverlee Leuven | België | Eerste Klasse B | 29   | 1     |
| 2020/21 | Oud-Heverlee Leuven | België | Eerste Klasse   | 1    | 0     |
| 2021/22 | Lierse Kempenzonen  | België | Eerste Klasse B | 6    | 4     |
|         |                     | België | Totaal          | 232  | 15    |

1 Teunckens ·
2 De Schrijver ·
3 Marijnissen ·
5 Laes ·
6 Swinnen ·
8 Van Acker ·
9 S. Limbombe ·
10 De Schryver ·
11 Liongola ·
12 De Smet ·
13 Teunen ·
14 Maes ·
16 Maesen ·
19 Kieboom ·
20 Vanderhallen ·
23 Boone ·
36 Leyssens ·
42 Sampers ·
64 Vanuffelen ·
70 El Touile ·
77 Masaki ·
Naessens ·
Hendrickx ·
Coach: Van Imschoot
· Assistent-coach: Van Kerckhoven